# مات دونز
مات دونز (بالإنجليزية: Matt Downs)‏ هو لاعب كرة قاعدة أمريكي، ولد في 19 مارس 1984 في توسكالوسا في الولايات المتحدة.

## وصلات خارجية
- مات دونز على موقع دوري كرة القاعدة الرئيسي (الإنجليزية)
- مات دونز على موقعبيزبول رفرنس.كوم (الدوري الرئيسي) (الإنجليزية)
- مات دونز على موقعبيزبول رفرنس.كوم (الدوري الثانوي) (الإنجليزية)
- مات دونز على موقع إي إس بي إن.كوم (أم.أل.بي) (الإنجليزية)
- مات دونز على موقع مشجعي الرسوم البيانية (الإنجليزية)